# Oxymacaria margaritis
Oxymacaria margaritis är en fjärilsart som beskrevs av Edward Meyrick 1892. Oxymacaria margaritis ingår i släktet Oxymacaria och familjen mätare. Inga underarter finns listade i Catalogue of Life.